# Сергино (Островский район)
Сергино — деревня в Островском районе Псковской области. Входит в состав Воронцовской волости.
Расположена в 35 км к юго-востоку от города Остров и в 6 км к юго-востоку от волостного центра, села Воронцово.
Численность населения деревни по состоянию на 2000 год составляет 18 жителей.

## Галерея
- Деревня Сергино Псковской области летом 2016
- Деревня Сергино Псковской области летом 2016
- Деревня Сергино Псковской области летом 2016
- Деревня Сергино Псковской области летом 2016
- Деревня Сергино Псковской области летом 2016
- Деревня Сергино Псковской области летом 2016